# Torneo AVRO
Il torneo AVRO è stato torneo internazionale di scacchi disputato nei Paesi Bassi nel 1938, cui parteciparono i più forti giocatori dell'epoca.

## Storia
Il torneo fu sponsorizzato dalla compagnia radiofonica olandese Algemene Vereniging Radio Omroep (AVRO), prendendone il nome. I quattordici turni del torneo furono disputati in dieci città diverse: Amsterdam, L'Aia, Rotterdam, Groninga, Zwolle, Haarlem, Utrecht, Arnhem, Breda e Leida. L'arbitro principale era Salo Landau. 
I partecipanti furono il campione del mondo in carica Aleksandr Alechin, gli ex campioni José Raúl Capablanca e Max Euwe, Michail Botvinnik, Paul Keres, Reuben Fine, Samuel Reshevsky e Salo Flohr. Keres e Fine terminarono il torneo a pari punti, ma Keres vinse l'evento per il miglior risultato (1,5 a 0,5) negli scontri diretti con l'americano.
Nelle intenzioni degli organizzatori il torneo avrebbe dovuto determinare lo sfidante di Alechin per il titolo mondiale; tale proposito non fu tuttavia realizzato a causa dell'inizio della seconda guerra mondiale. Nel 1948, dopo la guerra, quando la FIDE organizzò un torneo per decidere il nuovo campione del mondo (Alechin era infatti morto due anni prima), questo torneo fu usato come base per stabilire la lista dei partecipanti: le differenze furono l'assenza di Capablanca e Alechin (nel frattempo scomparsi) e la sostituzione di Flohr con Vasilij Smyslov.

## Risultati finali
| Pos. | Nome                 | Nazione          | 1   | 2   | 3   | 4   | 5   | 6   | 7   | 8   | Totale |
| ---- | -------------------- | ---------------- | --- | --- | --- | --- | --- | --- | --- | --- | ------ |
| 1    | Paul Keres           | Estonia          | x x | 1 ½ | ½ ½ | ½ ½ | 1 ½ | ½ ½ | 1 ½ | ½ ½ | 8 ½    |
| 2    | Reuben Fine          | Stati Uniti      | 0 ½ | x x | 1 ½ | 1 0 | 1 0 | 1 1 | ½ ½ | 1 ½ | 8 ½    |
| 3    | Michail Botvinnik    | Unione Sovietica | ½ ½ | 0 ½ | x x | ½ 0 | 1 ½ | 1 ½ | ½ 1 | ½ ½ | 7 ½    |
| 4    | Machgielis Euwe      | Paesi Bassi      | ½ ½ | 0 1 | ½ 1 | x x | 0 ½ | 0 ½ | 0 1 | 1 ½ | 7      |
| 5    | Samuel Reshevsky     | Stati Uniti      | 0 ½ | 0 1 | 0 ½ | 1 ½ | x x | ½ ½ | ½ ½ | 1 ½ | 7      |
| 6    | Aleksandr Alechin    | Francia          | ½ ½ | 0 0 | 0 ½ | 1 ½ | ½ ½ | x x | ½ 1 | ½ 1 | 7      |
| 7    | José Raúl Capablanca | Cuba             | 0 ½ | ½ ½ | ½ 0 | 1 0 | ½ ½ | ½ 0 | x x | ½ 1 | 6      |
| 8    | Salo Flohr           | Cecoslovacchia   | ½ ½ | 0 ½ | ½ ½ | 0 ½ | 0 ½ | ½ 0 | ½ 0 | x x | 4 ½    |